# P557 Glenten
P557 Glenten (glente) var et dansk patruljefartøj af Flyvefisken-klassen benyttet af Søværnet. Efter omorganiseringen af eskadrerne i 2004 og frem til udfasningen i 2010 hørte skibet under division 24 (missilfartøjsdivisionen) i 2. Eskadre.
Skibet er siden hen blevet solgt til Marinha Portuguesa for 1 million euro i 2014 hvor det har fået navnet P592 Mondego. Skibet skal ombygges til at møde de portugisiske behov ved det statsejede værft Arsenal do Alfeite for 6 millioner euro.
Glenten var det fjerde skib i den danske flåde der bar dette navn:
- T4 Glenten (torpedobåd, 1933-1941)
- P551 Glenten (torpedobåd, 1947-1961) – (Kriegsmarines S306)
- P507 Glenten (torpedobåd, 1962-1977)
- P557 Glenten (patruljefartøj, 1993-2010)